# Verbena menthifolia
Verbena menthifolia är en verbenaväxtart som beskrevs av George Bentham. Verbena menthifolia ingår i släktet verbenor, och familjen verbenaväxter. Inga underarter finns listade i Catalogue of Life.